# Urbanhafen

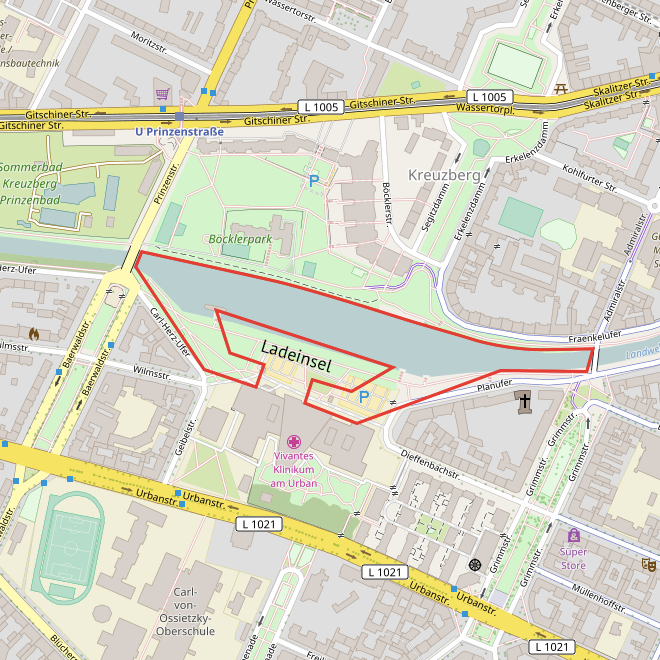
Lage des Urbanhafens, Berlin vor dem Rückbau. Karte im Hintergrund OpenStreetMap, Quelle Pharus-Plan 1933

Der Urbanhafen ist ein ehemaliger Binnenhafen des Landwehrkanals im Berliner Ortsteil Kreuzberg, der heute keine Hafenfunktion mehr hat und auf ein kleines schmales Becken zurückgebaut ist. Er wurde in den 1890er Jahren gegenüber der Einmündung des ehemaligen Luisenstädtischen Kanals angelegt, der den Landwehrkanal auf kurzem Weg nach Norden über den Wassertorplatz, den Oranienplatz und das Engelbecken mit der Spree verband.

## Hintergrund: Stadtplanung und Häfen

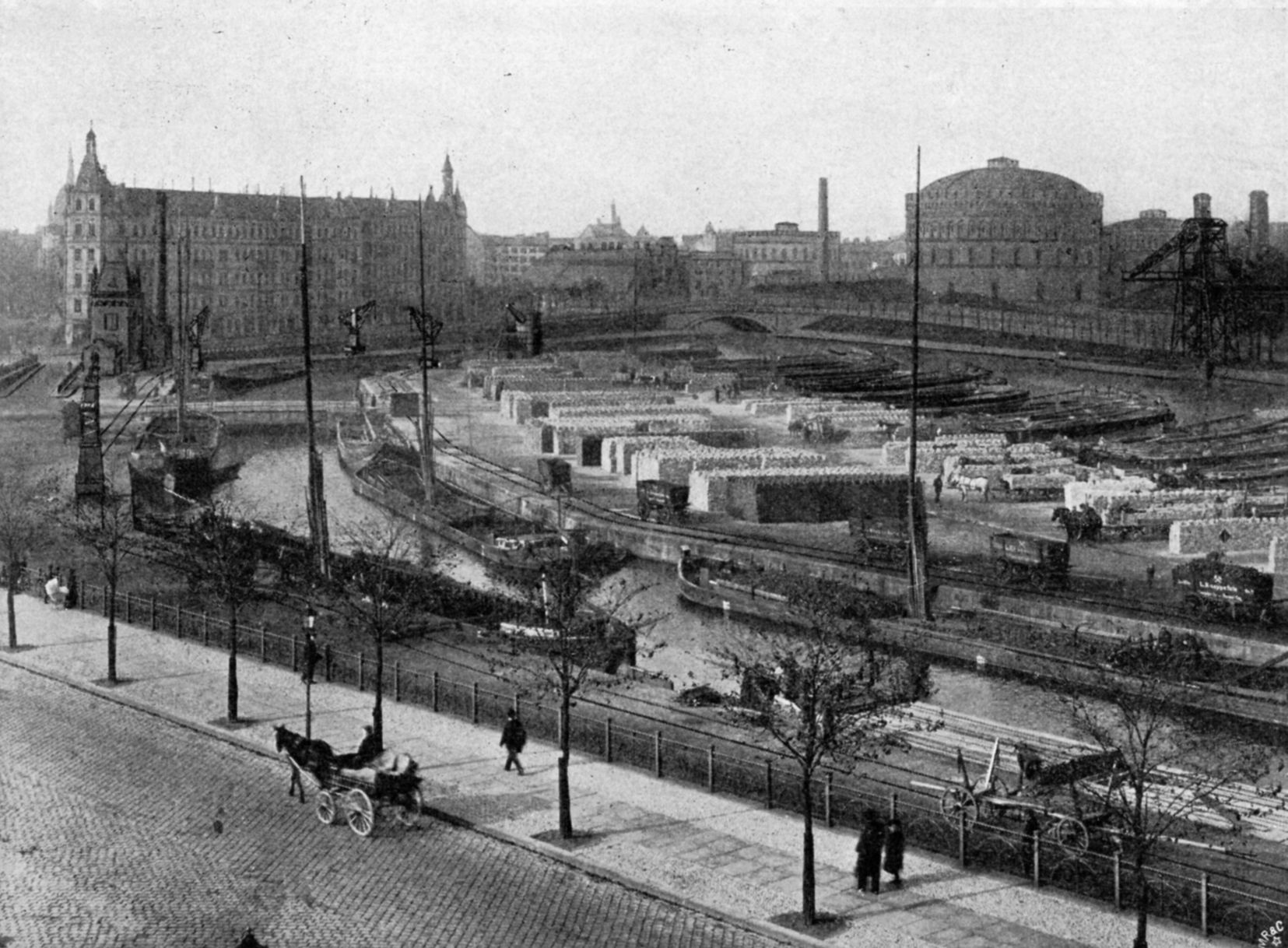
Urbanhafen, 1906

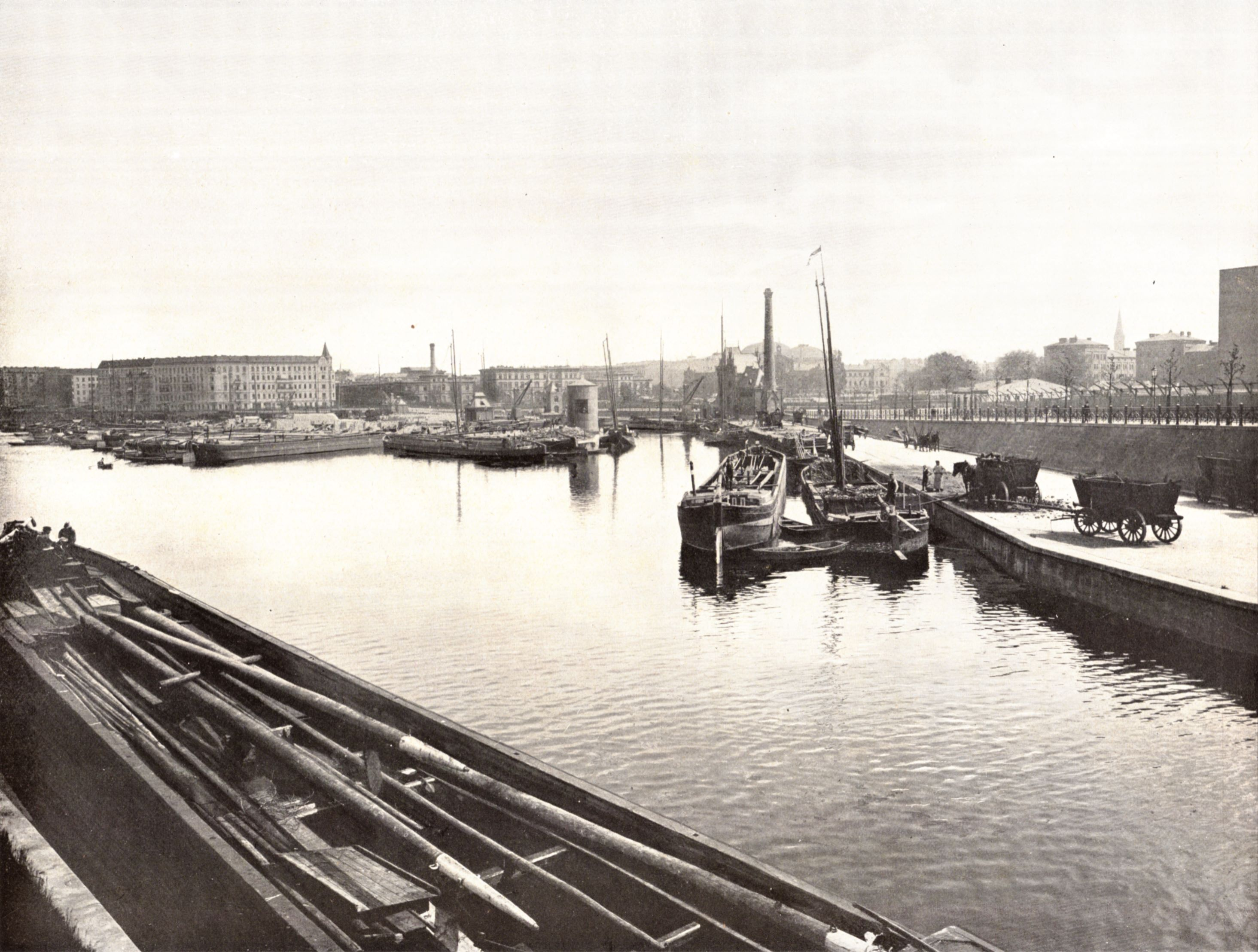
Urbanhafen, 1900

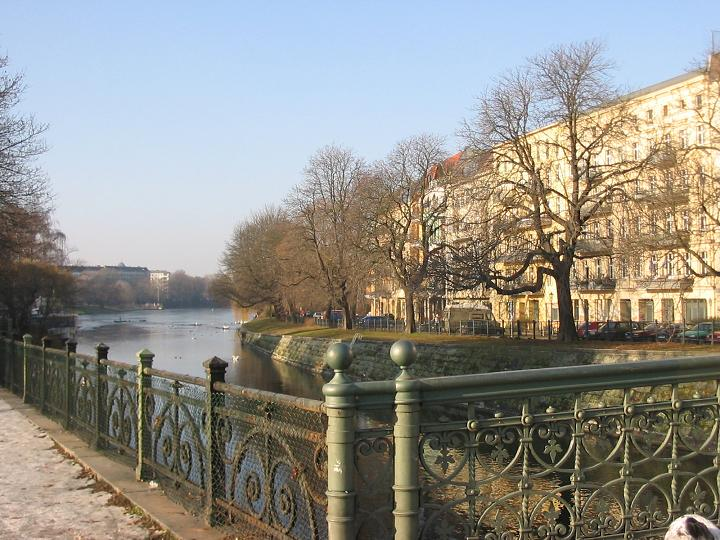
Am Fraenkelufer, Blick von der Admiralbrücke auf den heutigen Resthafen

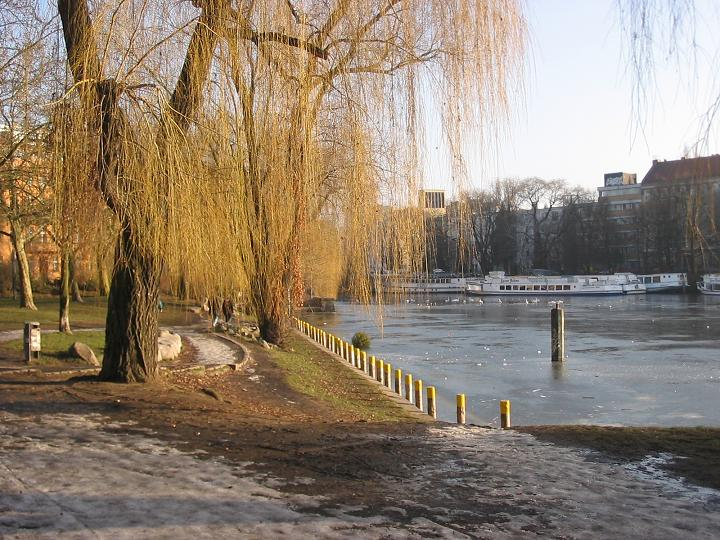
Uferbereich zwischen Segitzdamm und Erkelenzdamm, an dieser Stelle zweigte bis 1926 der Luisenstädtische Kanal ab

Rund 20 Jahre nach dem Abriss der Berliner Zollmauer (Akzisemauer) rückte der Landwehrkanal, der südlich vor den Toren der Stadt dicht unterhalb der Mauer verlief, allmählich in das „Innere“ der Stadt Berlin. Der als Hobrecht-Plan bekannte Bebauungsplan der Umgebungen Berlins von 1862 führte auch in den südlichen Bereichen zu einer rasanten Entwicklung und Bebauung, die zunehmend größere Umschlag- und Lagerplätze für Materialien erforderte. Während 1872 noch 20.600 Kähne den östlichen Stadtzugang auf der Spree, den Oberbaum, passierten, waren es nur ein Jahr später bereits 30.000.
Der mit dem Bau des Kanals 1852 errichtete kleine Schöneberger Hafen auf dem Gelände des heutigen Mendelssohn-Bartholdy-Parks hatte sich schon sehr bald in seiner Größe und Ausstattung als unzureichend für die wachsenden Erfordernisse der Lastschifffahrt erwiesen und gehörte zudem dem preußischen Staat. Auf diesem Hintergrund wurde zwischen 1891 und 1896 der Urbanhafen im Landwehrkanal angelegt.
Der Name „Urban“ war in seinen Vorformen schon über Jahrhunderte für das sumpfigen Gelände gebräuchlich, das als „Urlake“ oder auch „Erlenlake“ bezeichnet wurde. Es wurde bereits seit dem 17. Jahrhundert entwässert durch den Landwehrgraben, später ausgebaut zum heutigen Landwehrkanal.
Auch der Urbanhafen reichte bereits zu seiner Fertigstellung nicht mehr aus, sodass es noch 1899 insbesondere auf Druck der Berliner Kaufleute zu Planungen kam, zwei weitere große, mit Speichergebäuden versehene Umschlagplätze zu bauen, einen im Westen und einen im Osten. Die Realisierung des Osthafens, der in der Spree gegenüber der Mündung des Landwehrkanals an der Stralauer Allee errichtet wurde, dauerte allerdings bis zum Jahr 1913. Und bis zur Fertigstellung der ersten Ausbaustufe des Westhafens am (heutigen) Zusammenfluss des Westhafenkanals (1938) und des Berlin-Spandauer Schifffahrtskanals (1859) im Jahr 1923 vergingen weitere zehn Jahre (das westliche Teilstück des Berlin-Spandauer Schifffahrtskanals ab Schleuse Plötzensee wird auf vielen Berlin-Karten nach seiner historischen Benamung auch als Hohenzollernkanal bezeichnet).

## Der Urbanhafen

### Ausstattung und technische Daten
Für das Becken des Urbanhafen erweiterten die Stadtplaner den im Mittel rund 20 Meter breiten Landwehrkanal zwischen der Baerwald- und Admiralbrücke auf rund 145 Meter. Auf der Südseite ragte eine 293 Meter lange und 48 Meter breite, trapezförmige Ladeinsel tief in das Hafenbecken hinein. Ein 22 Meter breiter Seitenkanal trennte die Insel von den Uferanlagen, befahrbar war sie über eine Hubbrücke.
Weitere technische Daten und Beschränkungen
- Gesamtfläche: 50.000 m², davon 19.000 m² Landfläche
- Länge 560 Meter, Breite 140 Meter
- Baukosten (damals): 3,6 Millionen Mark
- Betreiber/Eigentümer: Berliner Magistrat; ab 1. März 1923 die kurz zuvor gegründete landeseigene Berliner Hafen- und Lagerhaus A.G., kurz BEHALA
- für größere Schiffe (über Finowmaß) nicht geeignet
- kein Gleisanschluss
- Speicherbau aufgrund der begrenzten Größe nicht möglich

### Bedeutungsverlust, Rückbau und heutige Situation
Die angeführten Beschränkungen führten sehr bald zum Bedeutungsverlust des Hafens. Maria Curter schreibt dazu: „[Es] war abzusehen, daß der einzige städtische Umschlagplatz, der Urbanhafen, nicht ausreichen würde, nachdem die Unterspree kanalisiert wurde (1883–1894), sich der Bau der Mühlendammschleuse seinem Ende näherte (1894) und damit auch große Schiffe die Stadt auf der Spree passieren konnten.“ Mit der Aufgabe des Luisenstädtischen Kanals 1926 und seiner Verwandlung in einen Grünzug verlor der Hafen weiter an Bedeutung. 1934 kam es mit dem Ausbau der Ladeinsel zu einem letzten kleinen Aufschwung, der jedoch die Mängel nicht kompensieren konnte.

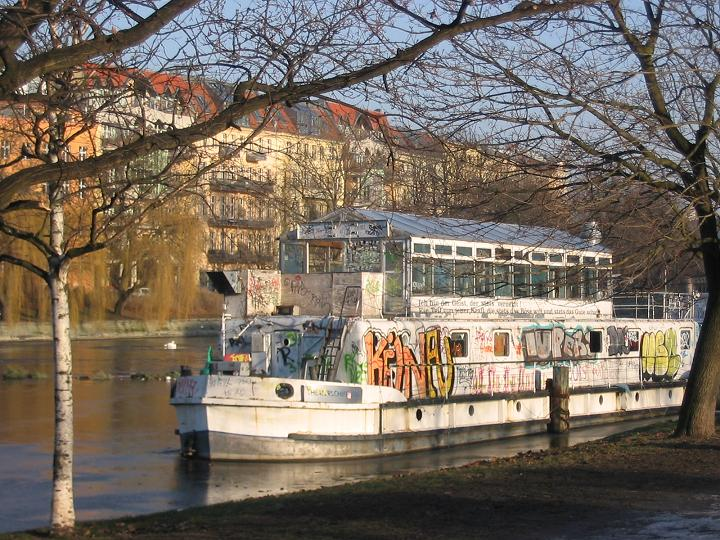
Theaterschiff am Südufer, Blick auf das Fraenkelufer gegenüber

Da die BEHALA sich zudem auf den Umschlag in wenigen großen Häfen konzentrierte, hatte der Hafen in den 1950er Jahren endgültig ausgedient. 1963/1964 kam es zu seiner Schließung, das Hafenbecken wurde aufgefüllt, der Seitenkanal zugeschüttet und somit die Ladeinsel in den südlichen Uferbereich einbezogen. Auf dem Gelände steht heute ein markanter V-förmiger Erweiterungsbau des Krankenhauses Am Urban (jetzt: Vivantes-Klinikum Am Urban) von Peter Poelzig, dessen Ursprung in den Jahren 1887 bis 1890 liegt. Die Ladezonen wichen einer öffentlichen Uferpromenade mit einer Grünanlage. Die Schiffe am Südufer sind nur mehr „Hafenstaffage“ und dienen ausschließlich der Gastronomie.

### Sportstätte
Nach dem Rückgang der wirtschaftlichen Bedeutung wurde der Hafen zeitweise als Strecke für Motorbootrennen genutzt. „Es ist das erste Mal, daß ein solches Rennen sozusagen mitten im Häusermeer der Großstadt ausgetragen wird“, hieß es in der Zeitungsvorschau für das erste Rennen am 21. Juni 1936. Nach dem Krieg gab es weitere Rennveranstaltungen. „20.000 Zuschauer bei einer Motorbootregatta – dicht gesäumt war der Urbanhafen …“, hieß es zu der Veranstaltung am 16. August 1953. Weil der Kurs für die immer schneller werdenden Rennboote zu kurz und schmal war, wurden ab 1956 keine Rennen im Hafen mehr durchgeführt.